# Taraibune

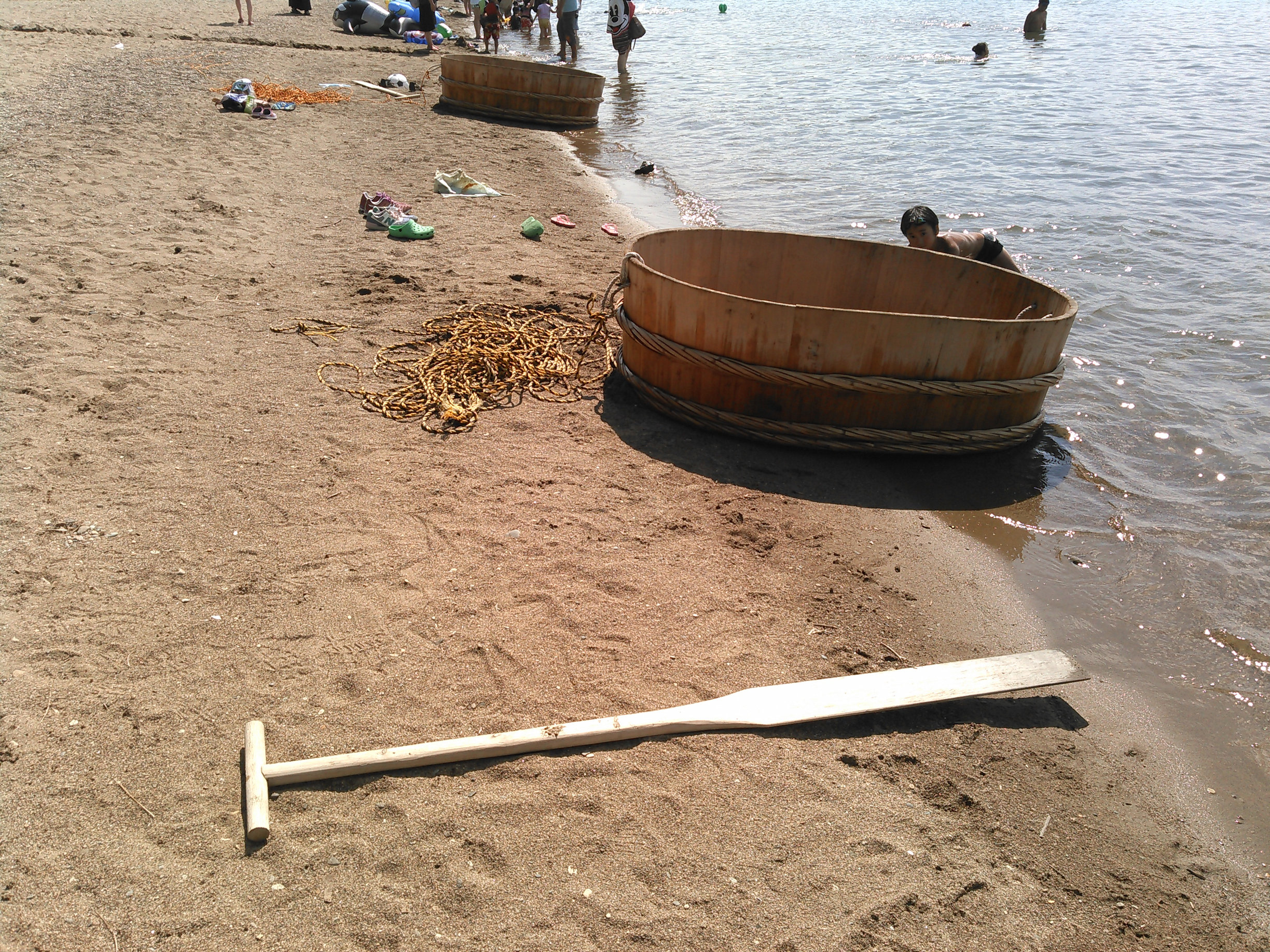
Taraibune

Taraibune (jap. たらい舟) – japońska łódź kształtem przypominająca balię. 

## Opis
Pierwsze łodzie tego typu powstały przez zmodyfikowanie balii wykorzystywanych do prania, zwanych tarai (jap. 盥). Łodzie tego typu okazały się praktyczniejsze i mniej narażone na zniszczenie w zetknięciu z rafami i wąskimi zatokami półwyspu Ogi. Od okresu Edo do początku okresu Meiji łodzie ulegały kolejnym modyfikacjom, aż przyjęły formę nam współczesną. Taraibune wytwarzane są głównie z kryptomerii japońskiej, ale zdarzają się także wykonane z wykorzystaniem bambusa. Nadal można się z nimi spotkać głównie na plaży Ogi (jap. 小木海岸 Ogi Kaigan) w południowej części wyspy Sadoga (jap. 佐渡島 Sadoga Shima). Wykorzystywane są zarówno przy wyławianiu słuchotek, wakame oraz ślimaków Turbo cornutus, jak i do celów turystycznych w różnych zakątkach Japonii.